# Marko Zaror
Marko Zaror (Santiago de Chile, 1978. június 10. –) chilei harcművész, kaszkadőr, színész és producer.

## Fiatalkora
1978. június 10-én született Santiago de Chilében, Fernando Zaror chilei apja, valamint Gina Aguad perui és palesztin származású anyja gyermekeként. Hatéves korában kezdte el a harcművészetek önképzését. Elsősorban taekwondót és kick-boxot, judót, aikidót, wing chunt és Sótókan karatét tanult.

## Pályafutása
Zaror több spanyol nyelvű akciófilmben is szerepelt, köztük a Chinango és a Kiltro című filmekben, valamint Dwayne „The Rock” Johnson kaszkadőre volt a 2003-as Az Amazonas kincse című filmben. 2010-ben a veretlen kolumbiai börtönharcos Raul „Dolor” Quinones-t alakította a Vitathatatlan 3. című filmben, amely az első amerikai filmje volt, és az első alkalom, hogy angolul beszélt egy filmben (korábban csak kaszkadőrként szerepelt). A Machete gyilkol (2013) című filmben a főgonosz Luther Voz (Mel Gibson) egyik társát játszotta, karakterének neve „Zaror”; a Szultán című bollywoodi filmben egy vegyes harcművészeti verseny döntőseként volt látható. Robert Rodríguezzel több projektben is együtt dolgozott. Zaror az egyetlen latin-amerikai akciófilmsztár, aki kifejezetten az akciófilmeknek szenteli magát.
2017-ben Jean-Pierre Rastignac karakterét alakította a Bevadulva című akciófilmben. 2019-ben az Alita: A harc angyala sci-fi filmben egy robot szerepében tűnt fel. 
2023-ban negatív mellékszerepben tűnt fel a John Wick: 4. felvonásban. 2024-ben Dave Bautista ellenfeleként szerepelt az Ölj meg, ha tudsz! című akciófilmben, amelyet nagyrészt Magyarországon forgattak. 
2025-ben a Diablo című akciófilmben kapott szerepet, amely Scott Adkins színésszel az ötödik közös együttműködése volt.

## Magánélete
Zaror chilei, perui és palesztin származású.
A kaliforniai Los Angelesben él. A húsevő diétát követi.

## Filmográfia

### Film
| Év   | Magyar cím             | Eredeti cím                | Szerep                            | Magyar hang    | Rendező                    |
| ---- | ---------------------- | -------------------------- | --------------------------------- | -------------- | -------------------------- |
| 1998 |                        | Juan Camaney en Acapulco   | Kaoma                             |                | Víctor Manuel Castro       |
| 2001 |                        | Hard As Nails              | orosz testőr                      |                | Brian Katkin               |
| 2002 |                        | Into the Flames            | Max                               |                | Carlos Victorica Reyes     |
| 2006 |                        | Kiltro                     | Zamir                             |                | Ernesto Díaz Espinoza (1.) |
| 2007 | Csodatevő              | Mirageman                  | Maco Gutierrez / Mirageman        |                | Ernesto Díaz Espinoza (2.) |
| 2007 |                        | Chinango                   | Braulio Bo                        |                | Peter Van Lengen           |
| 2009 | Mandrill               | Mandrill                   | Antonio Espinoza / Mandrill       | Rajkai Zoltán  | Ernesto Díaz Espinoza (3.) |
| 2010 | Vitathatatlan 3.       | Undisputed III: Redemption | Raul „Dolor” Quinones             | Turi Bálint    | Isaac Florentine           |
| 2013 | Machete gyilkol        | Machete Kills              | Zaror                             | Sarádi Zsolt   | Robert Rodríguez (1.)      |
| 2014 |                        | Redeemer                   | Nicky Pardo                       |                | Ernesto Díaz Espinoza (4.) |
| 2016 | Szultán                | Sultan                     | Marcus                            |                | Ali Abbas Zafar            |
| 2017 | Bevadulva              | Savage Dog                 | Jean-Pierre „A kivégző” Rastignac | Sarádi Zsolt   | Jesse V. Johnson           |
| 2018 |                        | The Green Ghost            | Drake                             |                | Michael D. Olmos           |
| 2019 | Alita: A harc angyala  | Alita: Battle Angel        | Ajakutty                          | Nem szólal meg | Robert Rodríguez (2.)      |
| 2020 |                        | Invincible                 | Brock Cortez                      |                | Daniel Zirilli             |
| 2023 |                        | The Fist of the Condor     | Harcos                            |                | Ernesto Díaz Espinoza (5.) |
| 2023 | John Wick: 4. felvonás | John Wick: Chapter 4       | Chidi                             | Tokaji Csaba   | Chad Stahelski             |
| 2023 | John Wick: 4. felvonás | John Wick: Chapter 4       | Chidi                             | Megyeri János  | Chad Stahelski             |
| 2024 | Ölj meg, ha tudsz!     | The Killer's Game          | Botas Gasevich                    | Eredeti hang   | J. J. Perry                |
| 2025 |                        | Affinity                   | Bruno                             |                | Brandon Slagle             |
| 2025 |                        | Fight or Flight            | Chayenne                          |                | James Madigan              |
| 2025 |                        | Diablo                     | "El Corvo"                        |                | Ernesto Díaz Espinoza (6.) |

### Televízió
| Év   | Magyar cím             | Eredeti cím                     | Szerep | Megjegyzés |
| ---- | ---------------------- | ------------------------------- | ------ | ---------- |
| 2016 | Alkonyattól pirkadatig | From Dusk Till Dawn: The Series | Zolo   | 3 epizód   |
| 2017 | A Védelmezők           | The Defenders                   | Shaft  | 1 epizód   |

### Videóklip
| Év   | Cím       | Előadó      | Forr. |
| ---- | --------- | ----------- | ----- |
| 2015 | Confident | Demi Lovato | [ 8 ] |